# اویتسوو
اویتسوو (به لهستانی:  Ojców) یک روستا در لهستان است که در گمینا سکاوا واقع شده‌است. اویتسوو ۹٫۷۱ کیلومتر مربع مساحت و ۲۲۰ نفر جمعیت دارد.